# Железнодорожная катастрофа на станции Лодзь-Калиская
Железнодорожная катастрофа на станции Лодзь-Калиская — железнодорожная катастрофа, произошедшая 28 сентября 1946 года около 5:40 на станции Лодзь-Калиская.
Причиной катастрофы стало столкновение экспресса № 502, следовавшего из Вроцлава, с пассажирским поездом № 524, по ошибке оставленном на пути прохождения экспресса дежурным по станции. В результате столкновения локомотив и два вагона пассажирского поезда были уничтожены, а локомотив экспресса сошёл с рельсов. СМИ сообщали о разном количестве жертв катастрофы. По данным Dziennik Polski, семнадцать человек погибли на месте, ещё шесть скончались в больнице, сто пятьдесят человек получили ранения. Министерство связи в коммюнике, опубликованном 1 октября 1946 года, указало, что в катастрофе погибло четырнадцать человек, в последующие дни — семь, тяжело ранены сорок два человека.
Существует устойчивое мнение, что число жертв было намного выше, чем сообщали подцензурные СМИ, так как правительство Польши пыталось скрыть от общественности реальные размеры катастрофы.